# Walter Kern (Politiker)

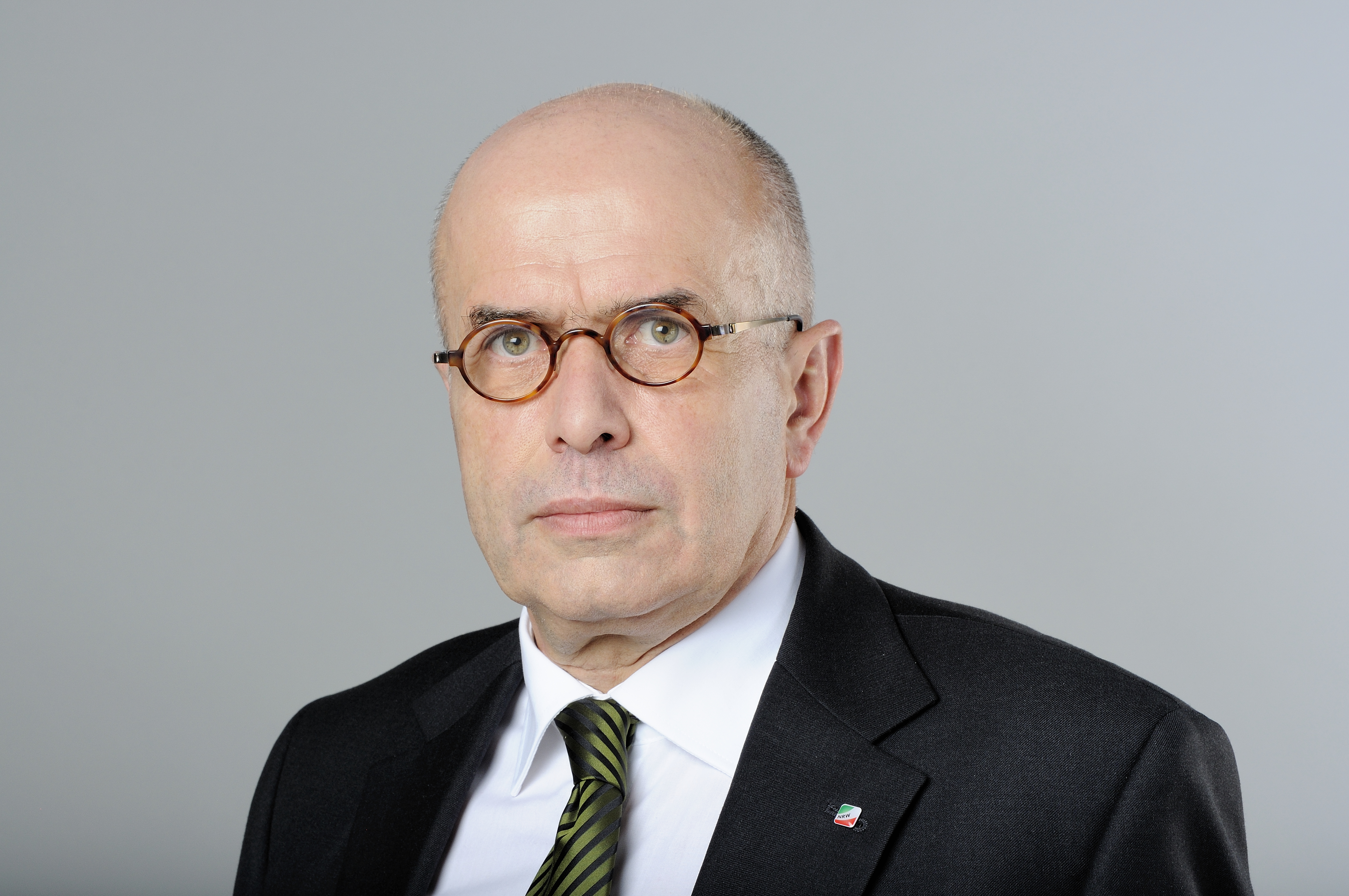
Walter Kern (2013)

Walter Kern (* 9. Februar 1954 in Beckum) ist ein deutscher Politiker (CDU). Er war Abgeordneter des Landtags von Nordrhein-Westfalen von 2005 bis 2010 und von 2012 bis 2017.

## Leben
Kern schloss die Schule mit der Mittleren Reife ab und machte von 1971 bis 1974 eine Ausbildung zum Bankkaufmann. Im Jahr 1978 erlangte er den Abschluss als Sparkassenbetriebswirt und von 1975 bis 1985 war er in verschiedenen Abteilungen der Sparkasse Lemgo tätig. In den Jahren 1986 und 1987 absolvierte er eine Verkaufstrainerausbildung. Von 1986 bis 2002 war er Leiter der Abteilung Marketing und Personalentwicklung bei der Sparkasse Bad Salzuflen und von 2002 bis 2004 übernahm er die Leitung verschiedener Projekte bei der Sparkasse Lemgo, wo er seit 2005 Leiter der Abteilung Personalentwicklung ist. Während der 14. Legislaturperiode des Landtags NRW ruhte diese Tätigkeit. Von 2010 bis Mai 2012 war Kern Pressesprecher und Abteilungsleiter Kommunikation bei der Sparkasse Lemgo. Von Juni 2012 bis Juni 2017 ruhte das Beschäftigungsverhältnis.
Kern ist verheiratet und hat zwei Kinder.

## Politik
Kern ist seit 1972 Mitglied der CDU. Seit 2008 ist er Vorsitzender des Kreisvorstandes Lippe der Christlich-Demokratischen Arbeitnehmerschaft (CDA). Seit 2004 ist er Vorsitzender des CDU-Stadtverbandes Lemgo. Von 1989 bis 2004 war er Mitglied des Rates der Stadt Lemgo, wo er von 1994 bis 2004 Vorsitzender des Jugendhilfeausschusses war. Seit 1999 ist er zudem Mitglied des Kreistages Lippe. Ab dem 8. Juni 2005 war er Abgeordneter des Landtags von Nordrhein-Westfalen, wo er als ordentliches Mitglied dem Ausschuss für Arbeit, Gesundheit und Soziales, dem Ausschuss für Generationen, Familie und Integration und dem Kulturausschuss angehörte. Er vertrat den Landtagswahlkreis Lippe II. Außerdem war er Sprecher seiner Partei in der Enquetekommission Chancen für Kinder – Rahmenbedingungen und Steuerungsmöglichkeiten. Bei der Landtagswahl in Nordrhein-Westfalen 2010 verlor er sein Direktmandat und gehörte dem neuen Landtag nicht mehr an. Bei der Landtagswahl 2012 zog er über Platz 34 der CDU-Landesliste erneut in den Landtag ein und vertrat seinen Wahlkreis Lippe II. Dort arbeitete er in den Ausschüssen 
- 1. Familie, Kinder, Jugend
- 2. Arbeit, Gesundheit, Soziales
- 3. Frauen, Gleichstellung und Emanzipation
- 4. Parlamentarischer Untersuchungsausschuss Westdeutsche Landesbank.

Er war Beauftragter der CDU-Landtagsfraktion für die Katholische Kirche. Bei der Landtagswahl 2017 kandidierte Walter Kern erneut, zog jedoch nicht in den Landtag ein. Nach der Bundestagswahl 2021 verzichtete er auf den Wiedereinzug in den Landtag. Kern war erster Nachrücker auf der CDU-Reserveliste und hätte damit das Landtags-Mandat von Ministerpräsident Armin Laschet übernommen, der in den Bundestag gewählt worden war.